# Compressor centrífug

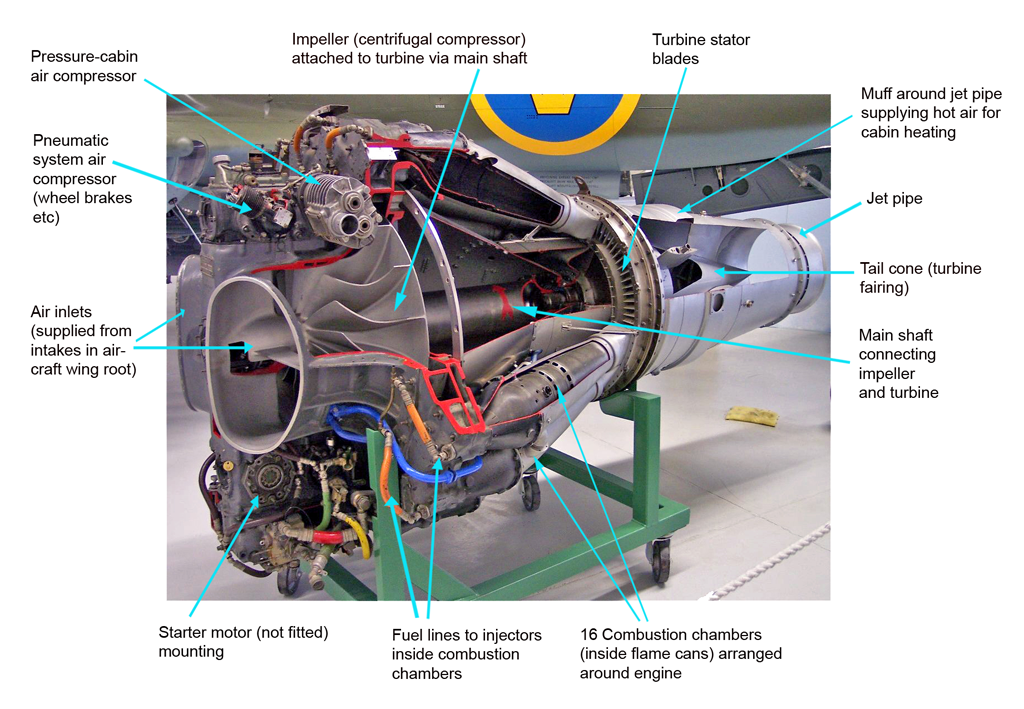
Motor de reacció Tall que mostra el compressor centrífug i altres parts.

Els compressors centrífugs, també anomenats compressors radials, són un tipus especial de turbo-màquines que inclou bombes, ventiladors, o compressors.
Els models més primitius d'aquest tipus de màquina eren bombes i ventiladors. El que diferencia a aquests dels compressors és que el fluid de treball pot ser considerat incompressible, permetent així una anàlisi precisa a través de l'equació de Bernouilli. En canvi, qualsevol compressor modern es mou a altes velocitats pel que la seva anàlisi ha d'assumir-se per fluids compressibles.
Si se li vol donar una definició, es pot considerar que els compressors centrífugs produeixen un increment de densitat major que un 5 per cent. A part d'això, la velocitat relativa del fluid pot aconseguir un nombre de Mach 0.3 si el fluid de treball és aire o nitrogen. D'altra banda, els ventiladors incrementen molt menys la densitat i operen a un nombre Mach molt més baix.
De forma ideal, un compressor dinàmic augmenta la pressió del fluid a força de comunicar-li energia cinètica-energia/velocitat amb el rotor. Aquesta energia cinètica es transforma en un increment de pressió estàtica quan el fluid passa per un difusor.

## Avantatges
Els compressors centrífugs s'usen industrialment per diverses raons: tenen menys components a fricció, també relativament eficients, i proporcionen un cabal major que els compressors alternatius (o de desplaçament positiu) de grandària similar. El major inconvenient és que no arriben a la relació de compressió típica dels compressors alternatius, tret que se'n encadenin varis en sèrie. Els ventiladors centrífugs són especialment adequats per a aplicacions on cal un treball continu, com el cas de sistemes de ventilació, unitats de refrigeració, i unes altres que requereixin moure grans volums d'aire augmentant la seva pressió mínimament. D'altra banda, una sèrie de compressors alternatius típicament arriben a aconseguir pressions de sortida de 55 a 70 MPa. Un exemple d'aplicació de compressors centrífugs és la re-injecció de gas natural en els pous de petroli per a la seva extracció.
Molts compressors centrífugs s'usen també en petites turbines de gas com APUs (generadors auxiliars) i motors turbo-reactors de petites aeronaus (turbo-eixos d'helicòpters i alguns turbohèlix). Una raó significativa d'això és que amb la tecnologia actual, un compressor axial que operi amb aquests volums d'aire seria menys eficient per les pèrdues en les toleràncies del rotor i el estator. Hi ha molt pocs compressors centrífugs de només un graó capaços de lliurar una relació de compressió de 10 a 1, principalment per les càrregues mecàniques que suporten i que limiten la seva seguretat, fiabilitat i vida del producte.
En el cas específic dels motors per a aeronaus esmentats anteriorment, un gran avantatge és la simplicitat dels compressors centrífugs i el seu preu relativament baix. Requereix menys graons que un compressor axial per aconseguir el mateix increment de pressió, ja que el canvi de radi des de l'entrada al rotor a la vora de sortida és tan acusat que l'energia de l'aire augmenta molt en un curt espai.